# 虚構主義
虚構主義（きょこうしゅぎ、英: Fictionalism）とは哲学における見方の一つで、世界の記述として表れる陳述は、そのようなものとして解釈されるべきではなく、代わりに「ふりをする」事例として理解されるべきであり、それによって個人が何かを文字通り真実（「有用な虚構」）として扱うことを可能にするとする立場である。

## 概念
虚構主義は、少なくとも以下の3つの主張から成る：
1. 議論領域内でなされる主張は、真理適合的、すなわち真または偽とみなされる。
2. 議論領域は字義通りに解釈されるべきであり、他の意味に還元されるべきではない。
3. 任意の領域における議論の目的は真理ではなく、他の美徳（例えば、単純性、説明範囲）である。

虚構主義の2つの重要な流れは、ギデオン・ローゼンによって発展させられた様相虚構主義であり、これは可能世界論が存在するかどうかに関わらず、有用な議論の一部となり得ると主張し、もう一つはハートリー・フィールドが提唱した数学的虚構主義である。
様相虚構主義は、テキストにおける可能世界の表現が有用な虚構であると主張する基本的な虚構主義のさらなる洗練として認識されている。概念化は、聖書のようなテキストが何を意味するかについての記述的な理論化であると説明する。また、両者とも可能世界に関する見解であるという意味で、言語的代用主義とも関連している。
一方、数学の哲学における虚構主義は、数やその他の数学的対象についての話は、計算のための便宜に過ぎないと主張する。フィールドによれば、数学の参照や量化を含む部分を真実として扱う理由はない。この議論では、数学的対象はマクベスのような文学的人物と同じ形而上学的地位を与えられる。
また、メタ倫理学においても、道徳的虚構主義と呼ばれる同等の立場がある（リチャード・ジョイスが提唱）。現代の虚構主義の多くのバージョンは、美学におけるケンダル・ウォルトンの研究の影響を受けている。